# 祈るひと
『祈るひと』（いのるひと）は、1959年2月11日に公開された日活の文芸映画である。田宮虎彦が『若い女性』に連載した『祈るひと』を滝沢英輔で映画化したもの。

## あらすじ
三沢暁子は不仲な自分の両親を見て育ったことが影響して、結婚こそが女の幸せであるという考えに疑いをもっていたため、見合い話にも気乗りがしないでいた。ある日、彼女は母の友人の職場の男と見合いをすることになるが、相手の男の態度は不快とも思えるものであった。

## 配役
- 芦川いづみ: 三沢暁子
- 月丘夢路 : 三沢吉枝
- 小高雄二 : 蓮池弘志
- 清水まゆみ : 上山知子
- 木浦佑三 : 佐々木篤
- 信欣三 : 三沢浩介
- 東恵美子 : 三沢たか子
- 内藤武敏 : 小久保先生
- 阪口美奈子 : 村上理津子
- 高田敏江 : 西島喜代
- 杉幸彦 : 西島良二
- 香月美奈子 : 白石ミツ
- 近藤宏 : 白石三次
- 細川ちか子 : 薄井常子
- 高野由美 : 佐々木教授夫人
- 久木登喜子 : 畑野和子
- 河合健二 : 岩中健一
- 下元勉 : 三沢恭介
- 金子信雄 : 庫木申一郎
- 奈良岡朋子 : 清水看護婦
- 宇野重吉 : 佐々木教授

## スタッフ
- 監督 : 滝沢英輔
- 脚色 : 三木克巳
- 原作 : 田宮虎彦
- 企画 : 坂上静翁
- 撮影 : 横山実
- 音楽 : 佐藤勝
- 編集 : 辻井正則